# Tiger Lily (banda)
Tiger Lily fue una banda de glam rock de muy corta duración formada en Londres en 1973 por John Foxx a la voz (de nombre real Dennis Leigh, un estudiante de la Royal College of Art en esa ciudad), Chris Cross en el bajo eléctrico (de nombre real Christopher Allen), Stevie Shears a la guitarra, el canadiense Warren Cann en la batería (de nombre real Warren Reginald Cann) y Billy Currie al violín y los teclados (de nombre real William Lee Currie). Se llamó así hasta alrededor de 1975, cuando pasó por una época de cambio constante de nombres, hasta elegir Ultravox! en 1976, llamándose más tarde Ultravox.

## La Formación
Dennis Leigh se fue a vivir a Londres para estudiar pintura en la Royal College of Art, pero poco a poco se fue interesando más en la música, debido a que le apasionaba la música de los 60 y tuvo algo que ver con los coros de la iglesia durante su niñez. En 1973 y junto a Christopher Allen, quien había estudiado cursos relacionados con la psicología y también tocaba en diferentes bandas en su natal Tottenham, y Stevie Shears, quien previamente tocaba con distintas bandas en Dagenham, forman una banda. 
De ahí, Dennis Leigh convoca a Warren Cann (quien acababa de ser rechazado como miembro de Sparks) para integrarse a la banda, y por último a William Lee Currie, quien tenía experiencia en una escuela de música y había estado en una banda-teatro, ingresa también al grupo.
Christopher Allen se hizo llamar Chris St John para esa época.
Dennis Leigh se mostró interesado en su banda, tratando de perseguir el éxito con ella. Esto está demostrado porque los miembros de una banda llamada London SS, que luego se llamaría The Clash, le preguntaron si podía ser el cantante de ese grupo y él se negó.
El estilo de la banda era influenciado por las bandas proto-punk y glam rock como The Stooges, The Velvet Underground, David Bowie, Roxy Music, New York Dolls, etc., y en algo por Pink Floyd. Estas influencias marcarían mucho a la banda incluso cuando fue Ultravox!, en su contemporánea época del punk.

## Ain't Misvehavin'yMonkey Jive
En 1974 grabaron un sencillo con dos canciones en cada lado: Ain't Misvehavin'  y Monkey Jive. Esto lo hicieron para acumular dinero. Ain't Misvehavin'  era una versión de la canción del mismo nombre, la cual fue interpretada por primera vez por el jazzista neoyorquino Fatts Waller en 1929.

## El siguiente paso
A la salida del sencillo le siguió una serie de conciertos y presentaciones en televisión, y en ese lapso se dedicaron a componer canciones, muchas de las cuales pasarían a formar parte su primer álbum en 1977. En 1976, Tiger Lily pasó a ser Ultravox! y firmó contrato con Island Records, y Dennis Leigh cambió su nombre en el ámbito artístico a John Foxx, mientras que Chris St John se hizo llamar Chris Cross.

## Discografía

### Sencillo
- Ain't Misbehavin' / Monkey Jive (1975).

### Recopilatorios
- Glitterbest (una recopilación de bandas glam rock) (2004).